# Апалиха (Саратовская область)
Апалиха — село в Хвалынском районе Саратовской области, в составе сельского поселения Алексеевское муниципальное образование.

## История
Основано беглыми старообрядцами в начале XVIII века. В 1780 году построена старообрядческая моленная.
В Списке населённых мест Российской империи по сведениям за 1859 год упоминается как казённое село Опалиха (оно же Богородское) Хвалынского уезда Саратовской губернии, расположенное при реке Терешке по левую сторону Казанского почтового тракта из города Волгска в город Сызрань на расстоянии 38 вёрст от уездного города. В населённом пункте имелось 346 дворов, проживали 1330 мужчин и 1359 женщин, имелась православная церковь, работали 11 мельниц. 
В 1869 году начала работу мужская церковно-приходская школа. В 1880 году построена новая православная церковь. В 1900 году открыта женская церковно-приходская школа.
Согласно переписи 1897 года в Апалихе проживали 4133 жителя, из них православных — 2815, старообрядцев (беглопоповцы) — 1308.
В 1910 году открыта земская школа. Согласно Списку населённых мест Саратовской губернии 1914 года Апалиха являлась волостным селом Апалихинской волости. По сведениям за 1911 год в селе насчитывалось 854 двора, проживали 2820 мужчин и 2828 женщин. В селе проживали преимущественно бывшие государственные крестьяне, великороссы, составлявшие одно сельское общество. В селе имелись 1 православная и 1 единоверческая церковь, церковно-приходская школа, работал базар, проводилась ярмарка. 
В августе 1918 года в Апалихе произошёл бой белочехов с красноармейцами. Погибшие (28 человек) были похоронены в братской могиле. По окончании Гражданской войны обе церкви были закрыты; православная была разобрана, старообрядческая приспособлена под школьную столовую. Школа первое время работала как начальная. В 1931 году в Апалиху из Алексеевки была переведена школа крестьянской молодёжи вместе с детьми из сёл Демкино, Посёлки, Куликовка, Самодуровка и Селитьба, для которых был организован интернат. Занятия проводились в том числе в приспособленных домах раскулаченных и репрессированных крестьян. В годы коллективизации в Апалихе был создан колхоз, в 1956 году получивший имя XX партсъезда.
В Великую Отечественную войну погибли 80 жителей Апалихи. В 1980 году местная школа переехала в типовое двухэтажное здание.

## Физико-географическая характеристика
Село находится в пределах Приволжской возвышенности, являющейся частью Восточно-Европейской равнины, на реке Терсе. В 2,5-3 км восточнее села расположен лес Армейские горы. Рельеф местности холмистый, сильно-пересечённый. Село расположено на высоте около 80 метров над уровнем моря. В 3 км юго-восточнее села возвышается гора Троицкая высотой 264,7 метров над уровнем моря. Почвы — чернозёмы остаточно-карбонатные.
Село расположено примерно в 34 км по прямой в юго-западном направлении от районного центра города Хвалынска. По автомобильным дорогам расстояние до районного центра составляет 51 км, до областного центра города Саратов — 220 км.
Часовой пояс
Апалиха, как и вся Саратовская область, находится в часовой зоне МСК+1. Смещение применяемого времени относительно UTC составляет +4:00.

## Население
Динамика численности населения по годам:
| Годы      | 1859 | 1897 | 1911 | 2002 |
| --------- | ---- | ---- | ---- | ---- |
| Население | 2689 | 4133 | 5648 | 610  |

| 2002 | 2010 |
| ---- | ---- |
| 610  | ↘519 |

Национальный состав
Согласно результатам переписи 2002 года русские составляли 85 % населения села.

## Связь
Сотовая связь и высокоскоростной мобильный интернет стандарта 4G/LTE.